# املالا
املالا (به انگلیسی: Amlala) یک منطقهٔ مسکونی در هند است که در منطقه پنجاب واقع شده‌است.

## خصوصیات
املالا ۴۶۶ کیلومترمربع مساحت و ۳٬۴۵۲ نفر جمعیت دارد.